# Nòva cançon
La Nòva Cançon ([ˌnɔβo kanˈsu) ou Nòva Chançon ([ˌnɔβo tʃanˈsu]) (en français : « Nouvelle chanson ») est un phénomène de renouveau musical qui a vu le jour en Occitanie dans les années 1970.

## Présentation
La Nòva cançon est marquée politiquement par un engagement occitaniste,. Une lutte à la fois pour plus d'égalité et la défense de la langue occitane et de son territoire, l'Occitanie, avec soit une autonomie pour elle, soit l'indépendance.

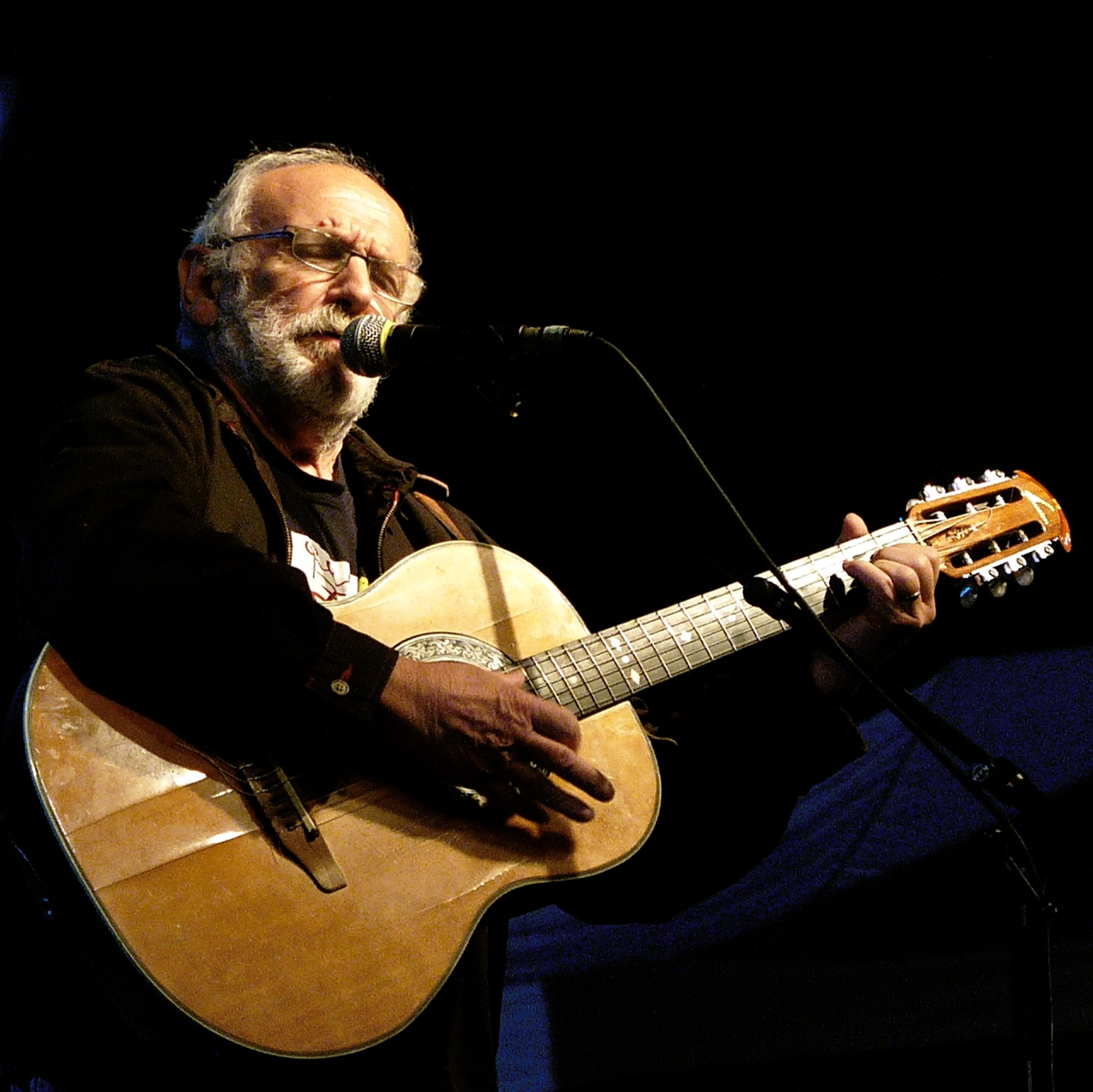
Claudi Martí
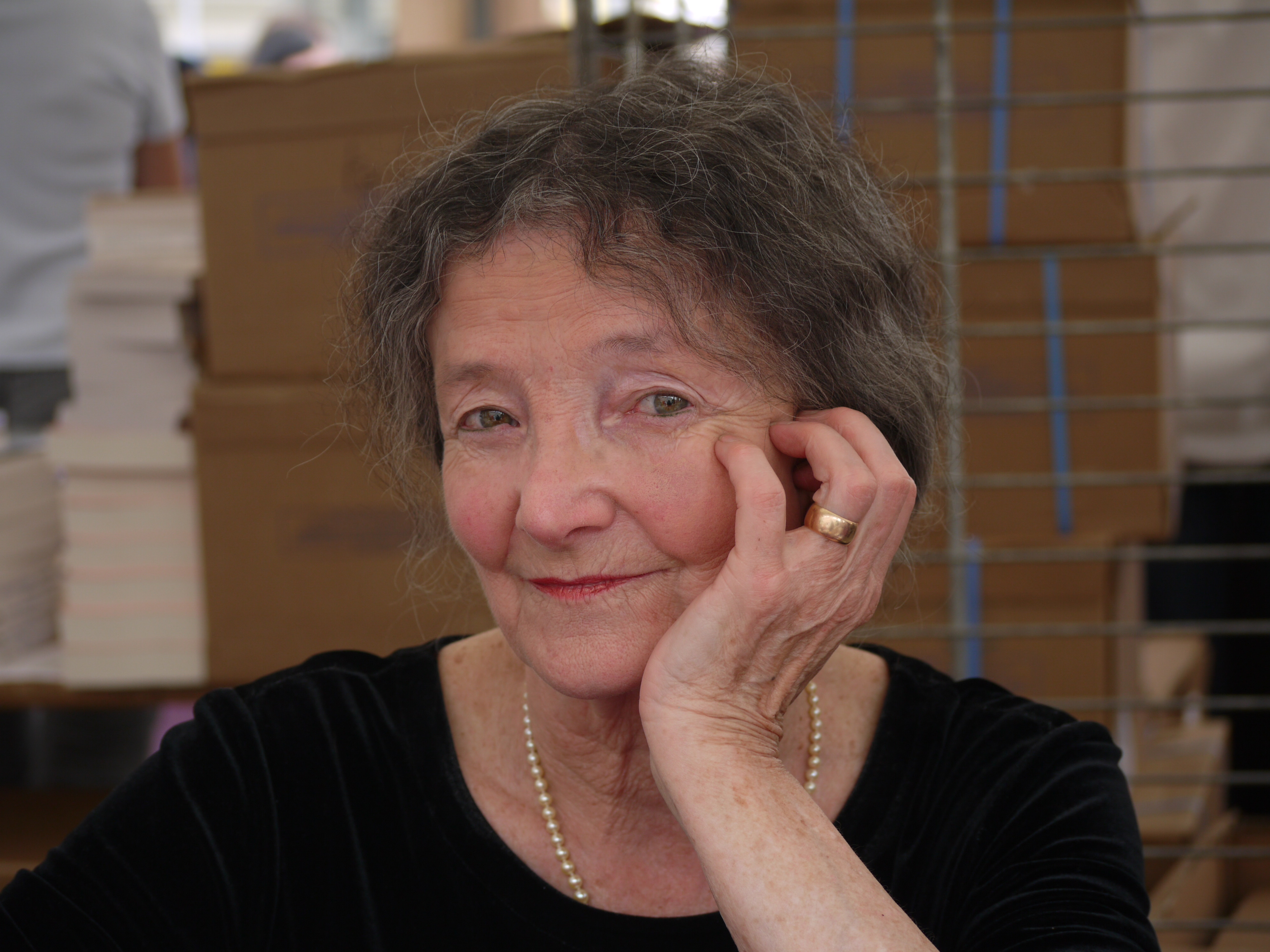
Marie Rouanet
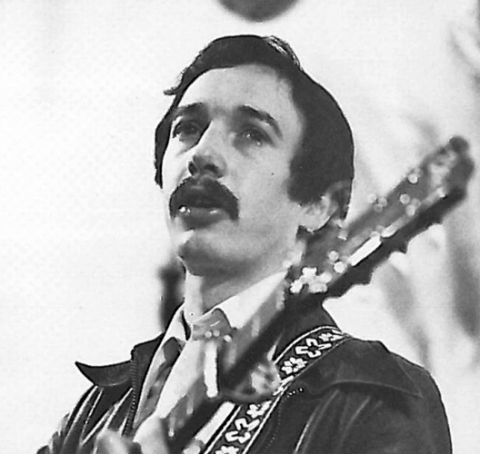
Mans de Breish

Ses leaders étaient Joan-Pau Verdier, Claudi Martí, Patric, Maria Roanet et Mans de Breish, qui sont pour la plupart encore actifs aujourd'hui. Parmi les autres chanteurs figure par exemple Rosina de Pèira. 
La Nòva Cançon fut un phénomène similaire à la Nova Cançó catalane.